# СВОИ2000
«СВОИ2000» — творческое объединение, вышедшее из художественной группы «зАиБи» в 1999—2000 годах. Участники «СВОИ2000» являются организаторами многих заметных культурных акций и мероприятий, а также авторами и создателями полнометражных художественных фильмов «Пыль» и «Шапито-Шоу».

## Деятельность
В конце 90-х годов в рамках контркультурного художественного проекта «За анонимное и бесплатное искусство» начинает складываться творческое взаимодействие Марины Потаповой, Сергея Лобана и Дмитрия Моделя. Тогда же будущие участники СВОИ2000 работают вместе на ОРТ в программе «До 16 и старше».
В 1999 году в Москве на традиционном первомайском шествии СВОИ2000 организовали проход колонны с абсурдными лозунгами. На одинаково красно-белых широких транспарантах демонстранты несли предложения своих услуг («Сочинения. Рефераты», «Нелинейный монтаж. Видеосъёмка», «Уроки химии» и др.). Вместе с демонстрантами шёл оркестр Пакава Ить, исполнявший энергичную живую музыку на фоне скандирования. Видео этого шествия вышло в 2006 году на выпущенном совместно с музыкантами Пакава Ить диске «Pakava It' film». Именно первомайская акция объединения СВОИ2000 стала прообразом новосибирских Монстраций, регулярно проходящих с 2004 года, которые, в свою очередь, положили начало массовой организации подобных шествий.
В 2001 году по заказу белорусской газеты «Навинки» объединение снимает фильм «Случай с пацаном» по сценарию одного из лидеров белорусского андеграунда Лёши Чиканоса. В том же году СВОИ2000 при содействии лаборатории медиакультуры и коммуникации факультета журналистики МГУ снимают короткометражный музыкальный фильм «Соси банан», основанный на одноимённой музыкальной композиции группы «Корабль». Фильм вышел в 2002 на VHS вместе с короткометражкой «Случай с пацаном» в рамках серии «Другое кино» компании «Кармен Фильм» и на CD альбоме «Чёрные гитары» группы Корабль.
В 2004 году «СВОИ2000» участвуют в постановке спектакля Петра Мамонова «Мыши. Мальчик Кай и Снежная Королева» в Московском драматическом театре им. К. С. Станиславского.
В 2005 году объединение снимает фантастическую драму «Пыль», завоевавшую впоследствии множество призов, в том числе первый диплом жюри российской кинокритики на XXVII Московском международном кинофестивале.
В 2009 году внутри объединения образуется арт-группа «Толпа», которая начинает свою деятельность на художественных площадках с акции «Спасение заложников» в рамках ночи музеев.
В 2011 году «СВОИ2000» выпустили второй полнометражный фильм «Шапито-шоу», который получил специальный приз жюри «Серебряный Георгий» 33-го Московского Международного кинофестиваля и гран-при XX-го Открытого фестиваля кино «Киношок» . Одновременно с фильмом СВОИ2000 запустили интернет-проект народного финансирования «Напарапет».

## Участники
- Марина Потапова — сценарист, постановщик;
- Сергей Лобан — кино- и телережиссёр;
- Дмитрий Модель — оператор;
- Пётр Мамонов, Алексей Подольский, Алексей Знаменский — актёры.

## Фильмография
- 2001 — Случай с пацаном — (среднеметражный)
- 2002 — Соси банан — (короткометражный)
- 2005 — Телевизор — (короткометражный)
- 2005 — Пыль
- 2011 — Шапито-шоу